# Jean-Jacques-Régis de Cambacérès
Jean-Jacques-Régis de Cambacérès, als prince de l'Empire 1e hertog van Parma, 1e hertog van Cambacérès (Montpellier, 18 oktober 1753 – Parijs, 8 maart 1824), was een Frans advocaat en staatsman. Hij was een revolutionair die verschillende machtswissels overleefde en die ook onder Napoleon Bonaparte als tweede consul en vervolgens aartskanselier grote invloed had. Hij was medeauteur van de Code Napoléon, die nog steeds de basis vormt van het Franse privaatrecht.

## Levensloop
Cambacérès studeerde rechten aan de universiteit van Montpellier. Zijn vader, Jean-Antoine Cambacérès, was in de jaren 1765 burgemeester van Montpellier, tijdens het ancien régime. In deze ambtsperiode liet hij waterleidingen en fonteinen aanleggen in de stad; hij legde bovendien een waterreservoir aan, met een park er rond, de promenade au Peyrou. Hij was lid van de vrijmetselaarsloge l'Ancienne et la Réunion des Elus.
Van 1789 tot 1797 was Cambacérès parlementslid: eerst voor de Staten-Generaal van het koninkrijk Frankrijk, nadien voor de Convention Nationale en de Raad van Vijfhonderd. Binnen de Conventie behoorde hij tot de Plaine. Hij werd voorzitter van het Comité de législation en stelde uitzonderingswetten op, zoals het decreet van 19 maart 1793 op het buiten de wet stellen van contrarevolutionairen. Na de Thermidoriaanse Reactie zetelde hij herhaaldelijk in het Comité de salut public.
Onder het Directoire verrichte Cambacérès veel wetgevend werk in de Raad van Vijfhonderd. Bij de verkiezingen van 1797 verloor hij zijn zetel. Bij de volgende verkiezingen leek hij zijn terugkeer te maken, maar hij behoorde tot de 106 verkozenen die werden geweerd door de staatsgreep van 22 floréal. In 1799 werkte hij zelf mee aan de staatsgreep van 30 prairial en bekwam hij de portefeuille van Justitie.
Ook de staatsgreep van 18 brumaire kort daarop was hij discreet genegen. Ze leidde tot de heerschappij van eerste consul Napoleon Bonaparte. Deze koos Cambacérès als tweede consul om de revolutionairen tevreden te stellen, terwijl derde consul Charles-François Lebrun de royalistische flank afdekte. Hij was verheugd over het Concordaat van 1801 en zorgde ervoor dat zijn broer Étienne-Hubert de Cambacérès (1756-1818) kardinaal en aartsbisschop werd. In 1803 werd Cambacérès verkozen tot lid van de Académie française. Namens het Consulaat hield hij toezicht op De afronding van de codificatie van het Burgerlijk Wetboek in 1804; die  was voor hem de bekroning van meer dan een decennium codificatiewerk. Datzelfde jaar nam het Consulaat een einde en werd hij aartskanselier van het Eerste Franse Keizerrijk.
Toen in 1814 in Frankrijk de monarchie hersteld werd, trok hij zich terug uit het politieke leven. Tijdens de honderd dagen werd hij in al zijn functies hersteld. Op 2 juni 1815 werd hij benoemd tot Pair de France, voorzitter van de Kamer, en par interim, minister van Justitie, een ministerie geleid door Antoine Boulay de la Meurthe. Na de val van het keizerrijk ging de titel hertog van Parma over naar de vrouw van Napoleon, Marie Louise, die na het Congres van Wenen in 1815 hertogin van Parma werd. Hij gebruikte vanaf dan de titel hertog van Cambacérès.
Als voormalig steunpilaar van het napoleontische regime én "koningsmoordenaar" werd Cambacérès begin 1816 gedwongen in ballingschap te gaan. Dit was de periode van de Restauratie van de monarchie onder Lodewijk XVIII. Zoals velen vestigde hij zich in Brussel. In mei 1818 werd Cambacérès bij koninklijk besluit van de proscriptielijst gehaald en eind dat jaar keerde hij terug naar Frankrijk. Hij kreeg zijn titel van hertog en al zijn bezittingen terug, alsook een rente van de staat als oud-minister.
Hij stierf in 1824 door een beroerte. Zijn begrafenis werd bijgewoond door talrijke hoogwaardigheidsbekleders: 150 koetsen begeleidden de kist naar het kerkhof Père Lachaise in Parijs. Op hetzelfde moment vond in Brussel een kerkdienst plaats voor zijn nagedachtenis, georganiseerd door de daar verblijvende ballingen.